# Килобит
Килоби́т (кбит) — единица измерения количества двоичной информации, равная 1000 бит. Часто путают с килобайтом, равным 210 байтам = 1024 байтам = 8192 битам.
Также «килобит» часто упоминается вместо «кибибит». В таком случае 1 килобит = 1 кибибит = 210 бит = 1024 бит.
Термин «килобит», как видно из формул выше, фактически определяет две разные величины. Это связано с тем, что в марте 1999 МЭК ввела новый стандарт по именованию двоичных чисел. В частности, приставка «кило-» должна быть заменена на «киби-», но, видимо из-за неблагозвучия, это название практически не используется (подробнее см. Двоичные приставки). Таким образом, размерность 1 килобита информации следует определять по контексту.
Термин «килобит» чаще всего используют при указании скорости передачи информации. Так, максимальная скорость связи по модему для коммутируемых линий (dial-up) составляет 56 кбит/с.